# Израильские женщины в войне против ХАМАСа (2023)
Израильские женщины в войне против ХАМАСа (2023) — опыт израильских женщин как жертв насилия, комбатантов и участниц информационных кампаний.

## Насилие против женщин
Сразу после внезапного нападения на Израиль 7 октября 2023 года появились свидетельства и видеоролики, содержащие свидетельства того, что, помимо убийств, ХАМАС применял методы жестоких пыток, включающие насилие в отношении женщин и сексуальное насилие, включая изнасилование.
Профессор Рут Гальперин-Каддари утверждает, что целенаправленные нападения на женщин и детей, включавшие пытки и изнасилования, были главной целью, направленной на распространение страха и террора, и являются частью использования насилия в отношении женщин в качестве оружия на войне.
Сообщения об изнасилованиях и сексуальном насилии основаны на показаниях выживших после резни на музыкальном фестивале недалеко от Рейма и других жителей конвертных общин Газы. Об этих происшествиях также сообщили спасатели. Судебно-медицинские доказательства соответствуют пыткам и изнасилованиям, а видео были сняты самими террористами ХАМАСа, некоторые из них загружены в социальные сети и Telegram.
После событий 7 октября израильские женщины и израильские женские организации попытались повысить осведомленность о сексуальном насилии и насилии по признаку пола, которое использовалось ХАМАСом во время нападения на Израиль.
Более 100 израильских женщин взяты в заложники и удерживаются в секторе Газа. Израильские женщины предприняли несколько попыток привлечь внимание к кризису с заложниками и способствовать освобождению заложников.

### Сексуальное насилие во время нападения на Израиль 7 октября
Во время внезапного нападения ХАМАСа на Израиль 7 октября 2023 года израильские женщины и девочки подверглись изнасилованию, нападениям и увечьям со стороны террористов ХАМАСа. Члены ХАМАСа были обвинены в совершении актов гендерного насилия, военных преступлений и преступлений против человечества в соответствии с признанием Международного уголовного суда (МУС), что сексуальное насилие является военным преступлением и преступлением против человечества.

### Реакция
Реакция на эти события на международном уровне была разной: президент США Джо Байден осудил насилие в отношении женщин в своей речи 10 октября 2023 года. Критика со стороны израильских правозащитных и женских правозащитных групп была направлена в адрес Организации Объединённых Наций и «женщин ООН» за неспособность решить проблему сексуального и гендерного насилия в последующие недели. ХАМАС отрицает применение сексуального насилия. Генеральный секретарь ООН 28 ноября 2023 года и «ООН-женщины» 2 декабря 2023 года осудили гендерное насилие в отношении израильских женщин.

## Женщины в ЦАХАЛе
С начала XXI века участие женщин в боевых ролях в ЦАХАЛе значительно возросло до такой степени, что большинство боевых должностей открыто для женщин, включая лётных офицеров, военно-морских офицеров, бронетанковых корпусов, полевой разведки, пограничной полиции, спецназа и так далее. Служба женщин в армии и, в частности, в ЦАХАЛе является спорным вопросом. В большинстве армий мира нет формального обязательного призыва на военную службу, особенно для женщин, как в Израиле, где существует закон об обязательном призыве на военную службу.
Чтобы отметить боевые действия израильских женщин на протяжении всей войны, была записана кавер-версия на песню «Не волнуйся обо мне» с видеоклипом, показывающим женщин-комбатантов в действии и их достижения, а также такими строками, как «Сражаюсь как львицы». Кроме того, Армейское радио создало новый идентификатор станции с надписью: «Дом женщин-солдат, Армейское радио».

### Полевые наблюдатели
В ходе нападения ХАМАС на Израиль в 2023 году были убиты 14 полевых наблюдателей из батальона 414 на базе Нахаль-Оз, что представляет собой беспрецедентное количество женщин-полевых солдат, убитых в бою. Неизвестное количество полевых наблюдателей пропали без вести, некоторые из них взяты в заложники. Дополнительные полевые наблюдатели были заперты в боевой комнате и продолжали работать. Из показаний после этого события следует, что за несколько месяцев до внезапного нападения полевые наблюдатели предупреждали о подготовке ХАМАСом нападения, сборе разведданных и необычных тренировках. По словам полевых наблюдателей, на протяжении всего этого периода высшее командование отказывалось прислушиваться к предупреждениям. «Это аппарат, полностью состоящий из молодых женщин и командиров», — говорит одна из них. «Нет сомнений, что если бы за этими экранами сидели мужчины, все выглядело бы по-другому».
В ноябре 2023 года, через месяц после боев, в лагере Рейм был открыт новый штаб полевых наблюдателей сектора Нахаль-Оз.

### Батальон Каракаль

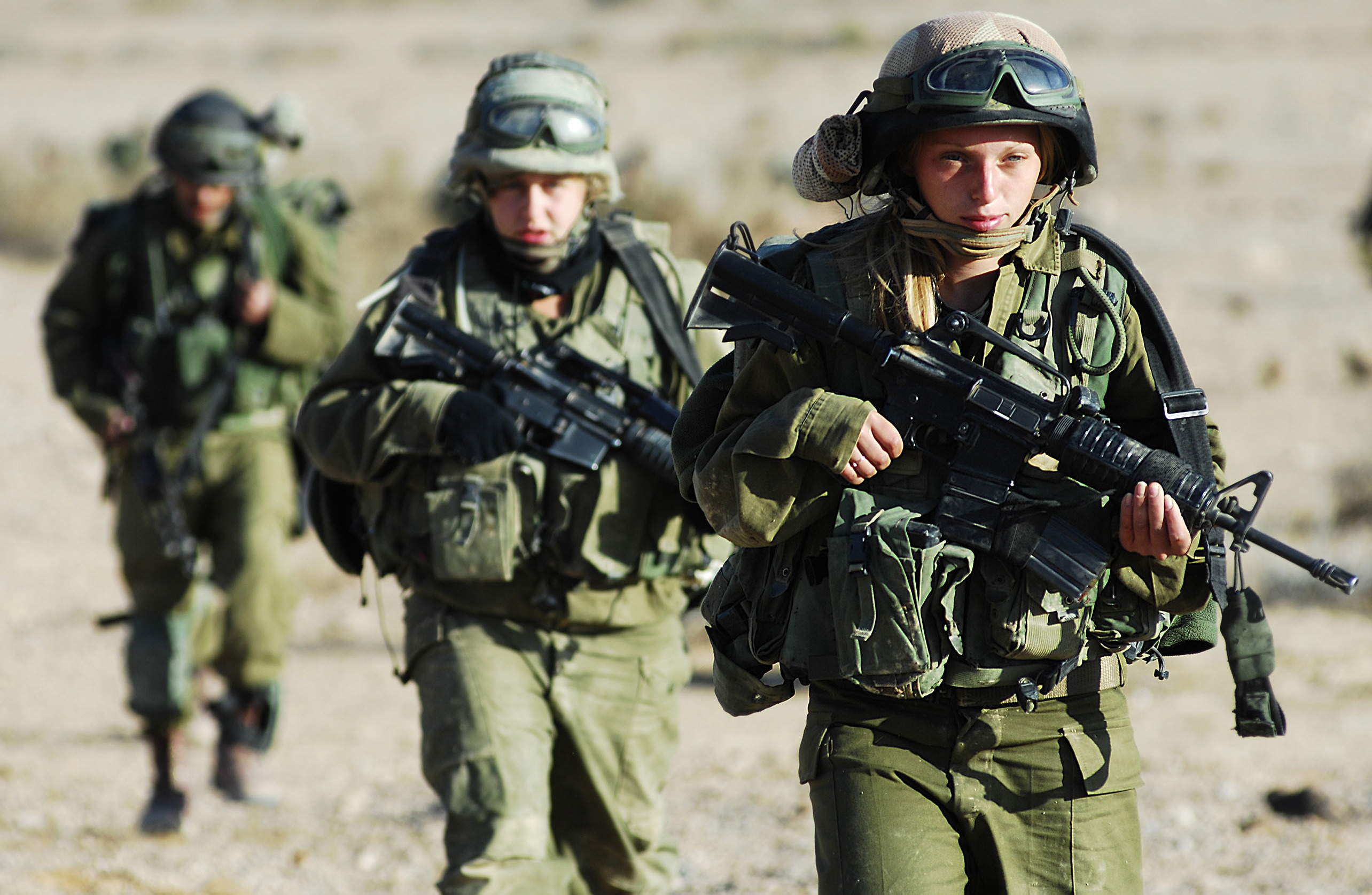
Учения батальона Каракаль

Женщины из танкового подразделения батальона Каракаль присоединились к боям против десятков террористов ХАМАСа на шоссе 232 в границах сектора Газа. Позже танкистки обнаружили четырёх террористов в мошаве Ятед и ликвидировали их. Экипаж продолжил движение на танке в сторону Холита, прорвался через ворота кибуца и вместе с другими продвинулся к очагу происшествия. Они вели бой против отряда из 20 террористов около 40 минут, пока террористы не были отброшены и уничтожены.
Подполковник Ор Бен Йехуда, командир батальона Каракал, сражалась во главе отряда, уничтожившего 15 террористов ХАМАСа в Йатеде после долгих часов боев. В бою при Суфе её батальон уничтожил более сотни ХАМАСовцев под её командованием, а вместе с Шайетет 13 они очистил заставу от лазутчиков, спасая жизни десяткам солдат.
Участие в бою подразделения состоящего изо всех женщин-танкистов считается первым в своём роде.

### Израильские ВВС

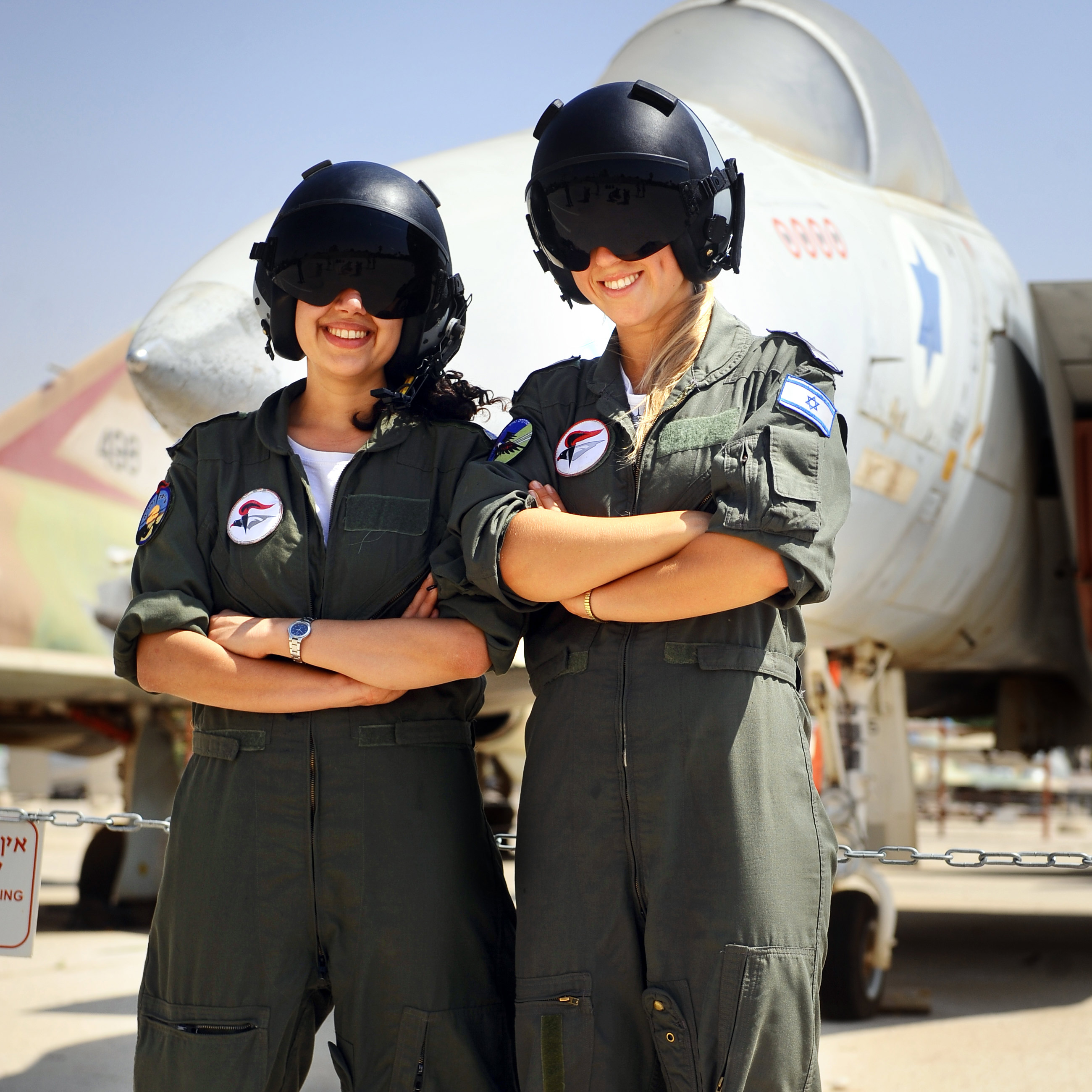
Женщины-пилоты ВВС Израиля

Женщины в ВВС Израиля исполняли самые разные роли с первого дня войны. Сюда входят пилоты, боевые штурманы и операторы беспилотных летательных аппаратов.

### Другие подразделения ЦАХАЛа

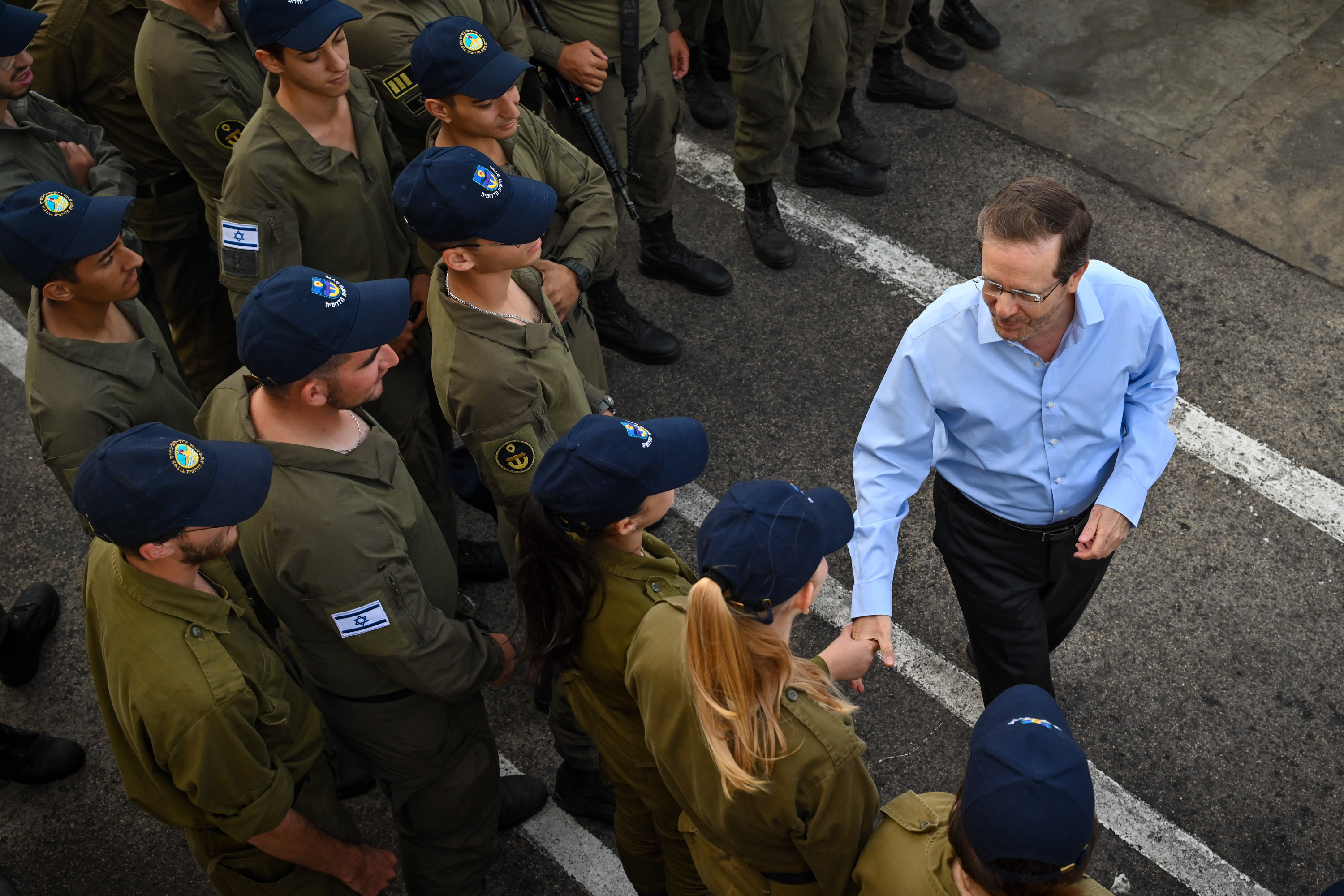
Ицхак Герцог на встрече с женщинами-бойцами ВМФ. Ноябрь 2023 года

- Полковник Ярден Шукрон-Ифрах, командир батальона «Шахар» спасательной и учебной бригады командования тыла, возглавляла отряд, который боролся с террористами на пляже Зиким и в Офакиме[38].
- Женщины-солдаты участвовали в боях на ВМФ в различных ролях[39], например, в качестве операторов морского управления, а также в качестве диверсантов и истребителей на военных кораблях[38].
- Офицеры Командования тыла в подразделениях связи с местными властями в десятках городов и органов власти по всей стране контролируют готовность гражданского населения к ракетным атакам и после этого возвращаются к рутине[40].
- Лейтенант Илан Эльхарар, командир 13-го батальона командного пункта Нахаль Оз бригады Голани, спасла 7 солдат от нападения сотен террористов на командный пункт[41].

## Сопротивление

### Инбаль Рабин-Либерман
Благодаря грамотным действиям координатора по военной безопасности кибуца Нир-Ам, 25-летней  Инбаль Рабин-Либерман, которая, услышав сквозь звуки сирены необычный шум недалеко от кибуца Нир-Ам, своевременно оценила значимость угрозы, кибуц был спасён. Она быстро разработала план по защите населённого пункта, распределила оружие между 12 членами «отряда быстрого реагирования», сформированного из жителей посёлка, и организовала засады по периметру кибуца. В итоге посёлок оказался единственным в приграничной с Газой полосе, который серьёзно не пострадал. После боя у кибуца нашли 25 тел боевиков, а Инбаль лично убила пятерых. Издание Гаарец называет эти сообщения мифом, отмечая, что в ходе боя один террорист был убит и ещё один ранен.

### Рахель Эдри
Рахель Эдри во время боёв в Офакиме оказалась заложницей террористов ХАМАСа. Благодаря своему хладнокровию, находчивости и мудрости в условиях ощутимой смертельной опасности она спасла свою жизнь и жизнь своего мужа Давида Эдри.

## Другие последствия конфликта
Многие женщины в Израиле пострадали от замедления экономического роста во время войны. Матери изо всех сил пытаются вернуться на работу, поскольку учреждения по уходу за детьми были приостановлены или работали в частично чрезвычайном режиме. Многим женщинам пришлось покинуть свои дома из-за эвакуации населенных пунктов. Независимые женщины или владельцы бизнеса понесли ещё более серьёзный экономический ущерб из-за неспособности вести свой бизнес во время войны. Также было обнаружено, что многие женщины были отправлены в неоплачиваемый отпуск, а экономические последствия войны на рынке труда затронули женщин больше, чем мужчин.